# Dit del Mont Perdut
El Dit del Mont Perdut és un cim de 3.188 m d'altitud, amb una prominència de 38 m, que es troba a la cresta del NW del Mont Perdut, al massís del Mont Perdut, a la província d'Osca (Aragó).
Per fer l'ascensió es pot fer a través del refugi de Góriz (2.100 m), per la Vall de Pineta també s'accedeix des del refugi de Pineta (1.240 m) i des del refugi de Tucarroya (2.666 m).